# Tchakavien
Pour un article plus général, voir croate.
Le tchakavien (čakavski) est une des trois langues croates,. 

## Étymologie
Le tchakavien est appelé ainsi parce que le pronom interrogatif quoi est ča (prononcé /tʃa/).

## En Croatie
Le tchakavien est parlé notamment en Istrie, mais aussi à : Kvarner, Kvarnerić, Pokuplje (fin à Karlovac), Gorski kotar, Gacka, Dalmatie littorale et les îles dalmates (sauf la region du Dubrovnik).

## À l'étranger
À l'étranger (hors des frontières de la Croatie actuelle), les Croates d'Autriche (Burgenland) parlent le croate du Burgenland, qui est également un parler tchakavien. Des communautés croates de Slovaquie et de Hongrie utilisent la même langue. 
En Italie du sud, la minorité d'origine croate établie dans la province du Molise parle un dialecte chtokavien-tchakavien mélangé.